# هالیالا
هالیالا (به لاتین: Haliyala) یک منطقهٔ مسکونی در سری‌لانکا است که در استان مرکزی (سری‌لانکا) واقع شده‌است.